# Мельников, Андрей Николаевич
Андрей Николаевич Мельников (7 января 1974 — 7 августа 2000) — сотрудник Министерства внутренних дел Российской Федерации, старший прапорщик милиции, погиб при исполнении служебных обязанностей во время Второй чеченской войны, кавалер ряда наград.

## Биография
Андрей Николаевич Мельников родился 7 января 1974 года в селе Шартыкей Джидинского района Бурятской Автономной Советской Социалистической Республики в семье работников местного колхоза, был пятым ребёнком в семье. Учился в средней общеобразовательной школе села Нижний Торей Джидинского района. Трудовую деятельность начал в четырнадцатилетнем возрасте, был механиком, механизатором растениеводства совхоза «Торейский». В 1992—1993 годах проходил срочную службу в рядах Внутренних войск Министерства внутренних дел Российской Федерации, демобилизовался в звании младшего сержанта.
В январе 1994 года Мельников поступил на службу в органы Министерства внутренних дел Российской Федерации. Начинал службу милиционером-водителем во 2-м оперативном взводе Отряда милиции особого назначения при Министерстве внутренних дел Республики Бурятии, позднее был милиционером-бойцом, получил звание старшего прапорщика милиции.
С началом боевых действий на Северном Кавказе Мельников вместе со своими товарищами пять раз командировался в зону контртеррористической операции. 29 мая 2000 года он в очередной раз был направлен в Чеченскую Республику. 7 августа 2000 года Мельников и семь его сослуживцев несли боевое дежурство на блокпосте у села Белгатой Шалинского района Чечни. Вечером этого дня этот блокпост был обстрелян и автоматов и гранатомётов из близлежащего лесного массива. Получив приказ старшего, Мельников выдвинулся на поиск места для выставления скрытого наблюдательного пункта. При выполнении этой задачи он был тяжело ранен в результате близкого разрыва гранатомётного снаряда. Мельников был доставлен в военный госпиталь в Шали, однако, несмотря на усилия врачей, скончался.
Указом Президента Российской Федерации старший прапорщик милиции Андрей Николаевич Мельников посмертно был удостоен ордена Мужества. Также он был награждён рядом медалей, в том числе медалью ордена «За заслуги перед Отечеством» 2-й степени и медалью «За отвагу».

## Память
- В честь Мельникова названы улицы в двух населённых пунктах — сёлах Нижний Торей и Шартыкей[3].